# 콘라트 2세 (이탈리아)

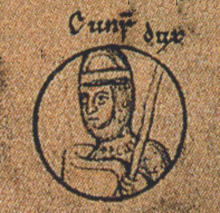
이탈리아왕 콘라트 2세

콘라트(독일어: Konrad, 1074년 2월 12일 ~ 1101년 7월 27일)는 신성로마제국의 황제 하인리히 4세의 아들이자 하인리히 5세의 형이었다. 슈바벤 가의 콘라트 3세의 외삼촌이었다. 1076년부터 1089년까지 하로렌의 공작이었고, 1089년 부왕 하인리히 4세로부터 독일 공동 국왕에 임명되었다. 1093년부터 1098년까지 이탈리아의 왕이었다.
1093년 카노사의 성주인 투스카니 여후작 마틸다와 함께 부왕 하인리히 4세에게 반란을 일으켰다가 실패한후에 1098년에 폐위당했다. 왕위는 그의 동생 하인리히 5세에게 넘어가고 말았다.